# Sinularia depressa
Sinularia depressa is een zachte koraalsoort uit de familie Alcyoniidae. De koraalsoort komt uit het geslacht Sinularia. Sinularia depressa werd in 1970 voor het eerst wetenschappelijk beschreven door Tixier-Durivault. 